# Келдиш Людмила Всеволодівна
Келдиш Людмила Всеволодівна (народилася (12 березня 1904 — померла 16 лютого 1976) — радянський математик, фахівець з геометричної топології і теорії множин, доктор фізико — математичних наук, професор.

## Біографія
Людмила Келдиш народилася 12 березня 1904 року в Оренбурзі. Закінчила фізико-математичний факультет Московського державного університету у 1925 році. У 1930—1934 роках працювала в Московському авіаційному інституті. З 1934 року працювала в Математичному інституті Академії наук СРСР (зараз Математичний інститут імені В. А. Стеклова РАН). У 1941 році отримала науковий ступінь доктора фізико — математичних наук. У 1964 році отримала учене звання професора. Померла у Москві у 1976 році.

## Сфера діяльності
Діяльність Келдиш Людмили Всеволодівни стосувалася теорії множин, геометрії, топології та математики. Вона була великим фахівцем в області теорії функцій дійсного змінного і теоретико-множинної топології. Зокрема, вона вивчала В — множини (множини, які можна отримувати, виходячи з замкнутих і відкритих множин за допомогою операцій об'єднання і перетину в застосуванні до кінцевого або рахункового числа множин).

## Родина
Келдиш Л. В. донька генерал-майора Всеволода Михайловича Келдиша (у родині було 7 дітей), та сестра М. В. Келдиша (радянського вченого в галузі механіки, академіка та президента Академії наук СРСР). У 1934 вийшла заміж за Петра Сергійовича Новикова (радянського математика, доктора фізико-математичних наук, професора, академіка Академії наук СРСР). Її сини також успадкували здібності до точних наук, старший (від першого шлюбу) — Леонід Веніамінович Келдиш (1931—2016) — радянський та російський фізик, академік АН СРСР (1976), молодший — Сергій Петрович Новиков (радянський математик, доктор фізико-математичних наук) та середній — Андрій Новиков (доцент Фізико-технічного інституту). У неї було ще дві доньки: Ніна та Олена
.

## Відзнаки
Келдиш Людмила Всеволодівна була нагороджена:
- орденом Трудового Червоного Прапора;
- Медаллю «Материнської слави» 2-го ступеня;
- Премією Президії Академії наук СРСР (1958).